# Exeristis polytima
Exeristis polytima là một loài bướm đêm trong họ Crambidae.